# BD+48 740

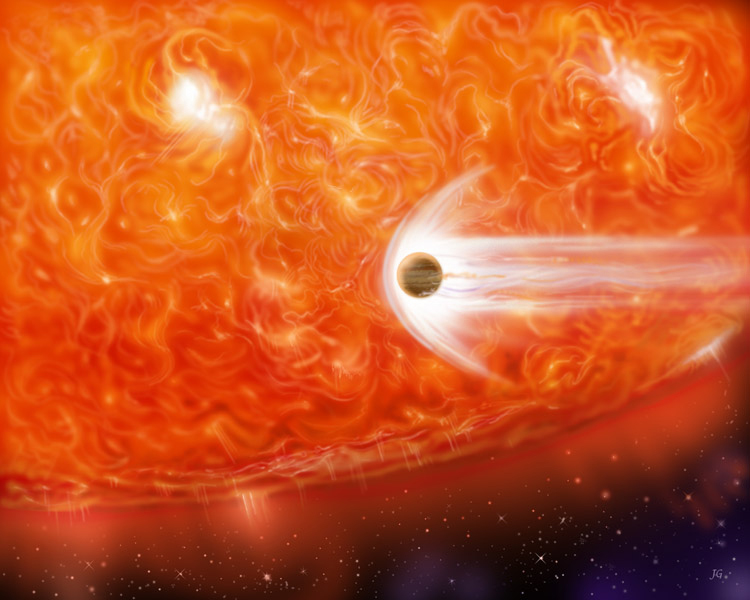
BD+48 740和環繞它的行星。

BD+48 740是一顆位於英仙座的巨星，該恆星被認為已在最近吞噬了它的其中一顆行星。該恆星大氣層中有過量的鋰，這是一種在恆星內部核融合過程中會被摧毀的元素。根據該恆星徑向速度變化的偵測，暗示有一顆1.6倍木星質量的行星以高離心率的軌道環繞，並且使環繞恆星的其他行星狀態不穩定。這些觀測結果讓科學家下結論認為已經有其他的行星被該恆星吞噬瓦解，讓恆星大氣的鋰含量異常。

## 外部連結
- BD+48 740 – Li overabundant giant star with a planet. A case of recent engulfment?（页面存档备份，存于） M. Adamów, A. Niedzielski, E. Villaver, G. Nowak, A. Wolszczan, 21 June 2012